# Валента, Алеш
Алеш Валента (чеш. Aleš Valenta; 6 февраля 1973, Шумперк) — чешский фристайлист, выступал за сборную Чехии в конце 1990-х — середине 2000-х годов. Чемпион зимних Олимпийских игр в Солт-Лейк-Сити по лыжной акробатике, победитель и призёр этапов Кубка мира, участник многих престижных международных соревнований.

## Биография
Алеш Валента родился 6 февраля 1973 года в городе Шумперке Оломоуцкого края Чехословакии. В детстве занимался гимнастикой, активно заниматься лыжным фристайлом начал в возрасте двадцати лет, проходил подготовку в спортивном клубе «Дукла» в городе Либерец.
Впервые заявил о себе в сезоне 1998 года, когда попал в основной состав чешской национальной сборной и благодаря череде удачных выступлений удостоился права защищать честь страны на зимних Олимпийских играх в Нагано — был близок к попаданию в число призёров в лыжной акробатике, заняв итоговое четвёртое место. В этот период к нему пришли первые призы на международных соревнованиях, в частности он двенадцать раз поднимался на пьедестал почёта этапов Кубка мира, в том числе на трёх этапах становился лучшим. Несколько раз участвовал в зачёте чемпионатов мира, но каждый раз останавливался в шаге от призовых мест.
Будучи одним из лидеров чешской команды по фристайлу, благополучно прошёл квалификацию на Олимпийские игры 2002 года в Солт-Лейк-Сити, причём на церемонии открытия нёс знамя своей страны. На фоне неудачного выступления предыдущего олимпийского чемпиона, американца Эрика Бергоуста, Валента сенсационно выиграл соревнования по акробатике, впервые исполнив тройное сальто с пятью винтами. По итогам сезона его признали лучшим спортсменом Чехии.
Став олимпийским чемпионом, Алеш Валента остался в основном составе чешской национальной сборной и продолжил принимать участие в крупнейших международных турнирах. Так, в 2003 году он занял седьмое место на чемпионате мира и шестое место в общем зачёте Кубка мира. Успешно прошёл отбор на Олимпийские игры 2006 года в Турине, однако повторить успех четырёхлетней давности не смог, по сумме двух квалификационных прыжков расположился в итоговом протоколе лишь на двадцать первой позиции. В мае 2007 года в связи с травмами спины и коленей объявил о завершении карьеры профессионального спортсмена.
После завершения спортивной карьеры работал ведущим спортивных программ на Чешском телевидении и радио. Участвовал в международных соревнованиях по фристайлу в качестве судьи. Владеет собственным парком для лыжной акробатики в городе Шиты. Женат, есть двое детей.